# No. 1426 Flight RAF
No. 1426 Flight RAF (przydomek Rafwaffe) – eskadra brytyjskich Królewskich Sił Powietrznych (RAF) utworzona podczas II wojny światowej w celu oceny zdobycznych samolotów państw Osi i wykazania ich właściwości innym alianckim jednostkom.  

## Historia
No. 1426 Flight RAF sformowano 21 listopada 1941 w Duxfordzie we wschodniej Anglii. Jednostka wyposażona w niemieckie i włoskie samoloty, bardzo dokładnie sprawdzała je w warsztatach i testowała w locie. Samoloty zdobywano zajmując w czasie bitew lotniska polowe wroga który nie zdążył ich zniszczyć; maszyny wroga rozbierano, pakowano w skrzynie i wysyłano do Wielkiej Brytanii. Samoloty zdobywano również przechwytując je w locie, dzięki błędnym lub awaryjnym lądowaniom pilotów oraz dezercjom pilotów razem z maszynami. Ciągłym problemem był brak części zamiennych i szczegółów serwisowych. Narzędzia i wyposażenie musiały być specjalnie wykonane, a wszystkie części zamienne do silnika i płatowca musiały być pozyskiwane z rozbitych i niezdatnych do lotu samolotów wroga. 
Żołnierzy brytyjskich i sojuszniczych zapoznawano z wyglądem i dźwiękiem wrogich maszyn, co mogło zapobiec tragicznym pomyłkom po wysłaniu danej jednostki na front. Szkolenia przeprowadzano także dla lotników, tak by mogli szybciej rozpoznawać cele podczas walki. Przeprowadzano także pozorowane walki powietrzne pomiędzy samolotami państw Osi a alianckimi w celu wypracowania lepszej taktyki walki dzięki czemu zdobywano bezcenne doświadczenie. Samoloty z No. 1426 Flight RAF wykorzystywano również do kręcenia wielu filmów szkoleniowych i wojennych (między innymi Nasz okręt) oraz kronik filmowych realizowanych podczas II wojny światowej. 
No. 1426 Flight RAF wykorzystał łącznie dwadzieścia jeden zdobycznych samolotów różnych typów. Eskadra istniała do 17 stycznia 1945. Ocalałe samoloty zezłomowano, rozebrano na części lub przekazano do muzeów.

## Samoloty testowane przez No. 1426 Flight RAF (wybór)

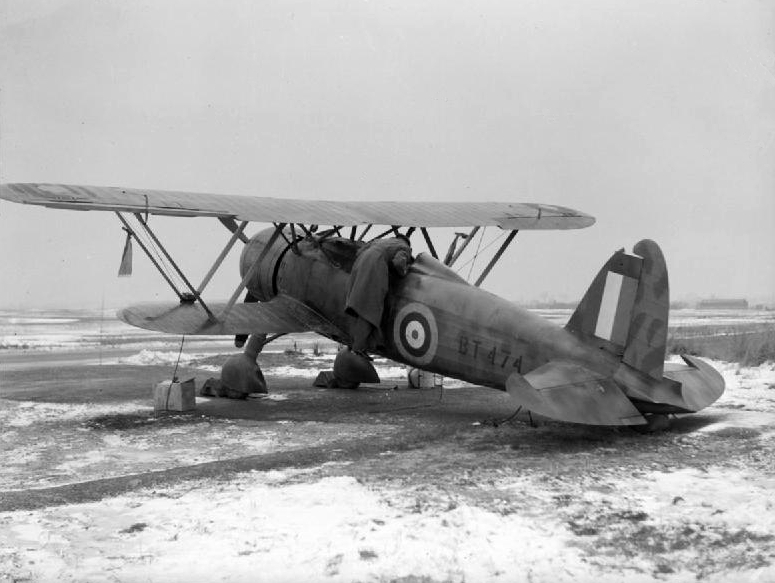
Fiat CR.42
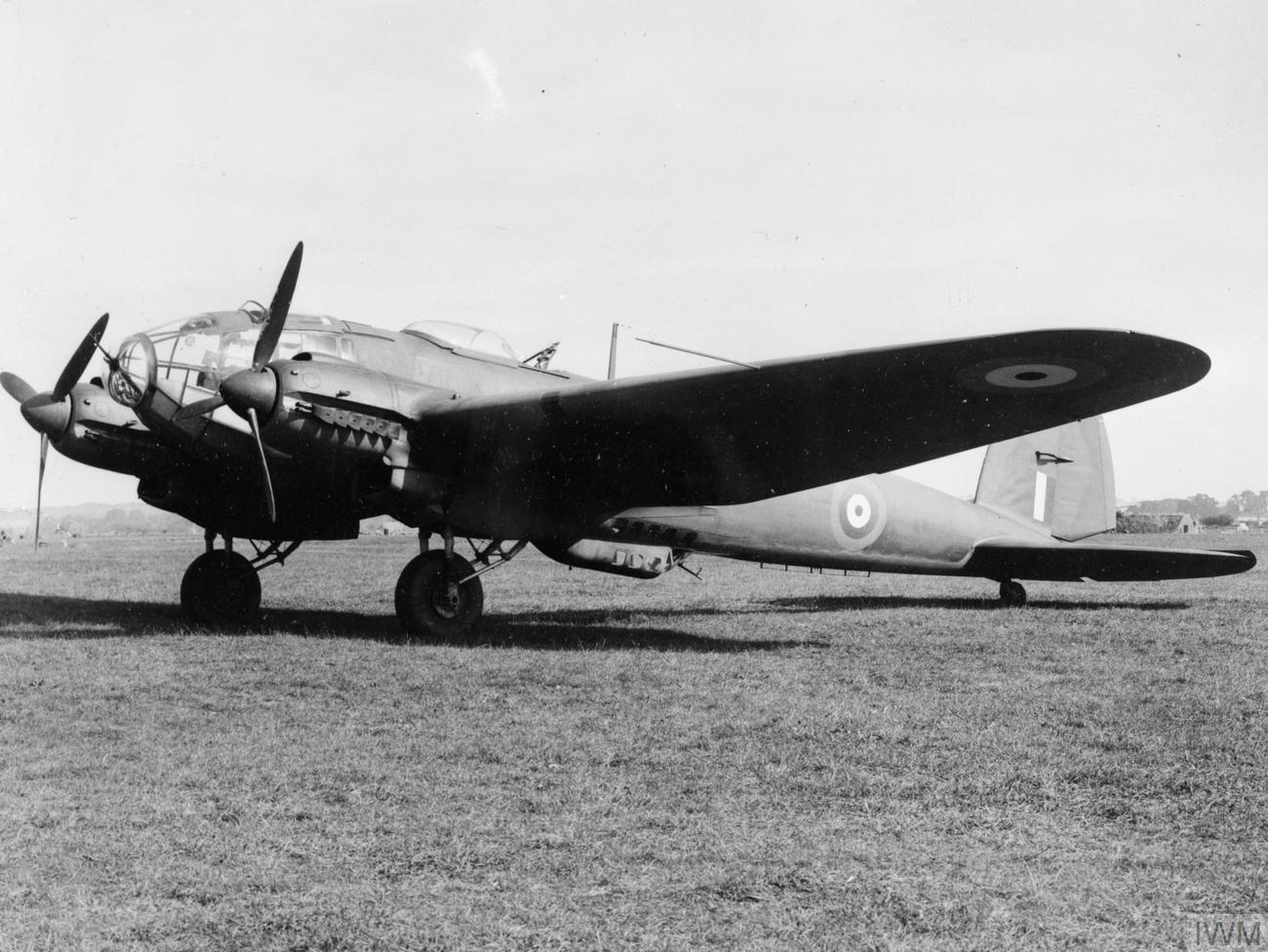
Heinkel He 111
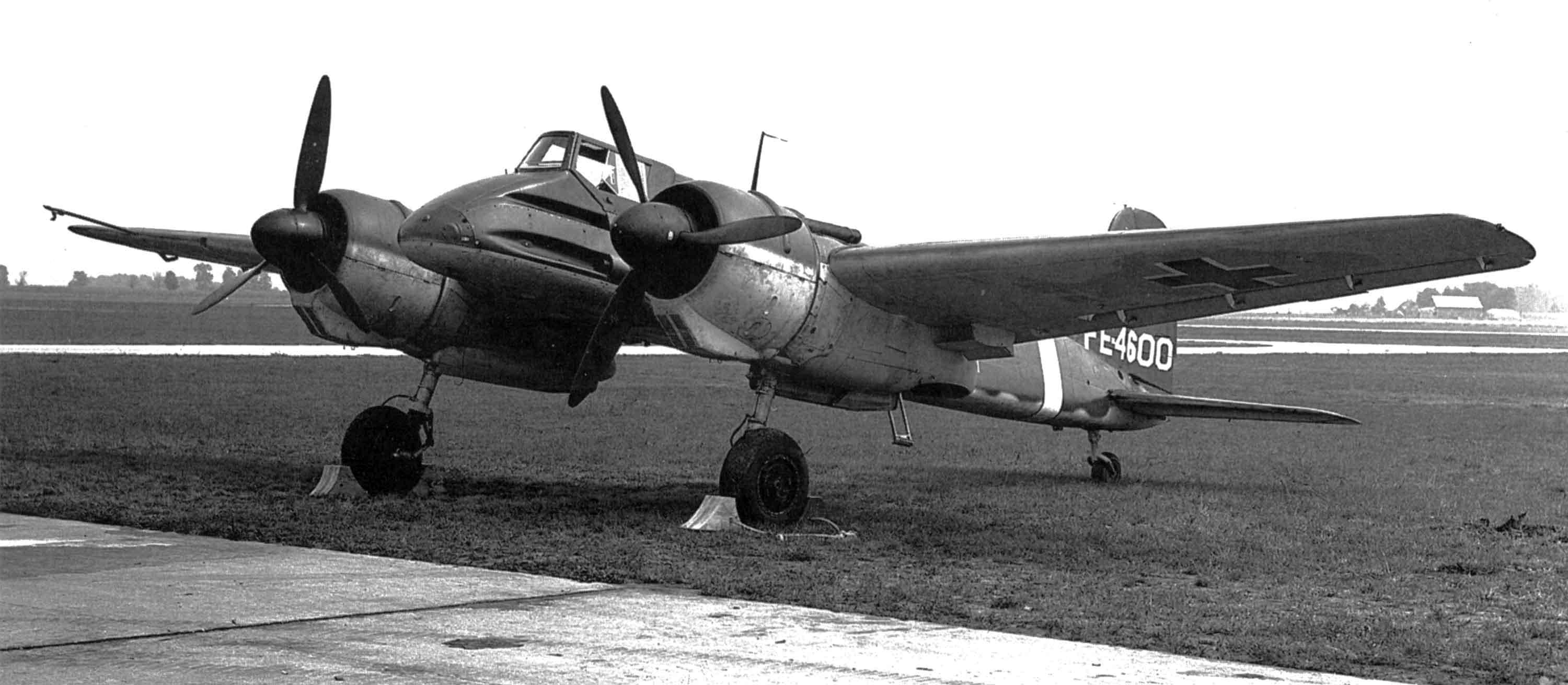
Henschel Hs 129
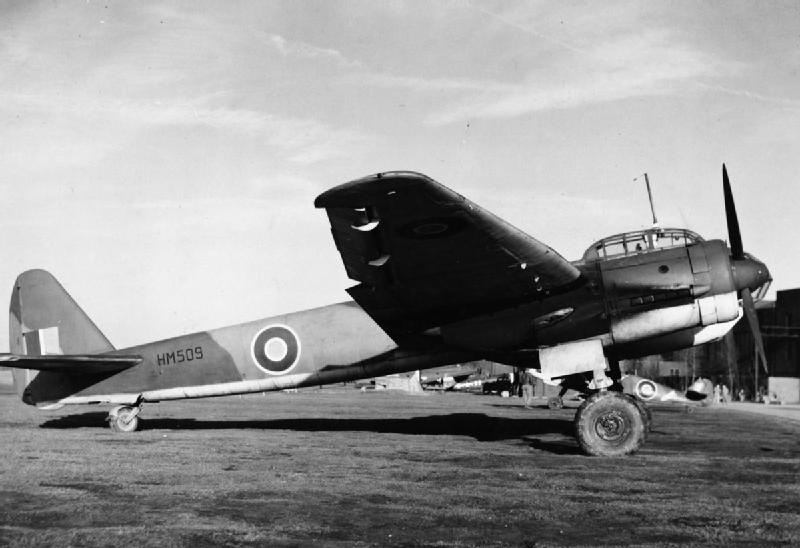
Junkers Ju 88
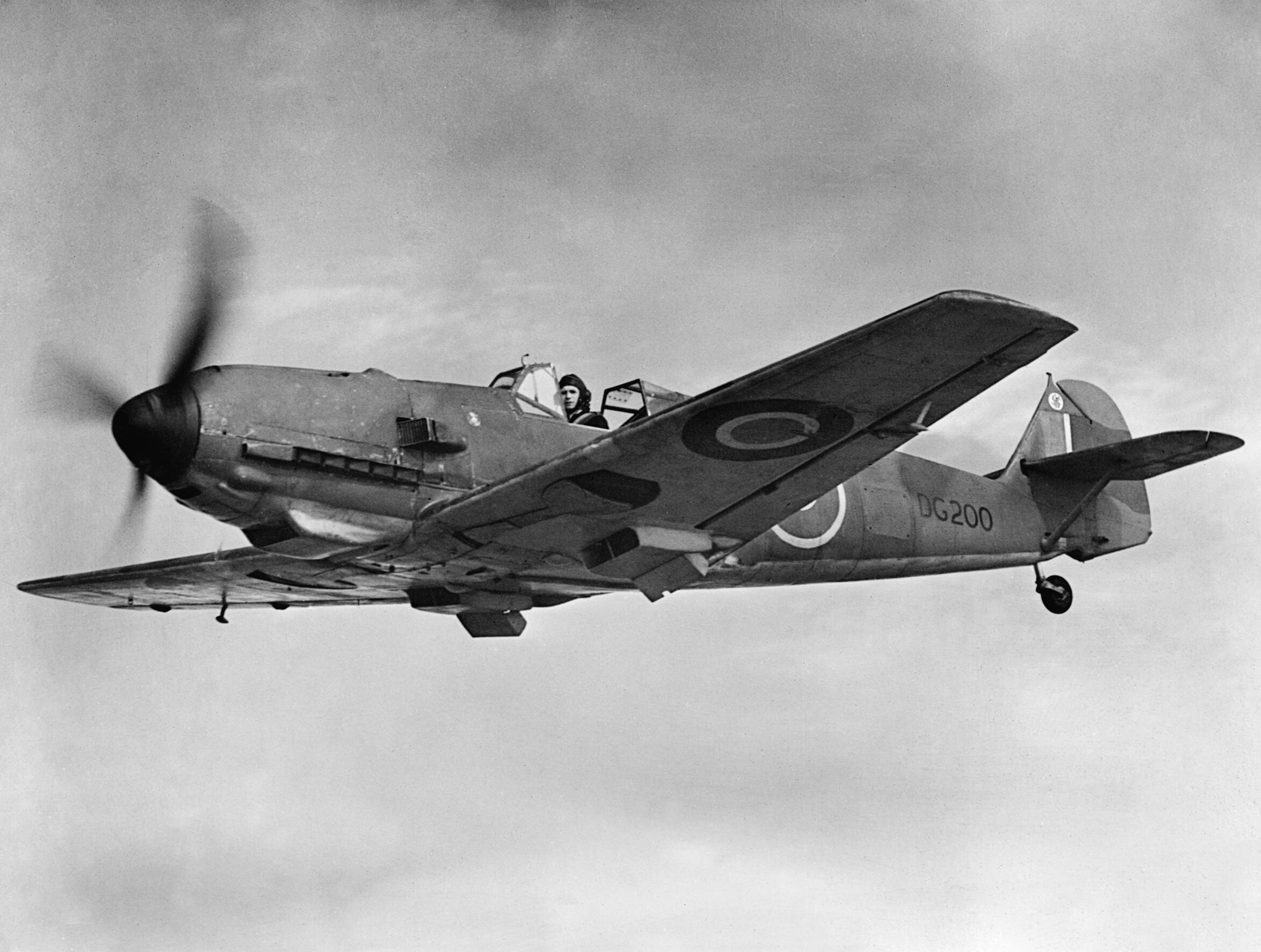
Messerschmitt Bf 109
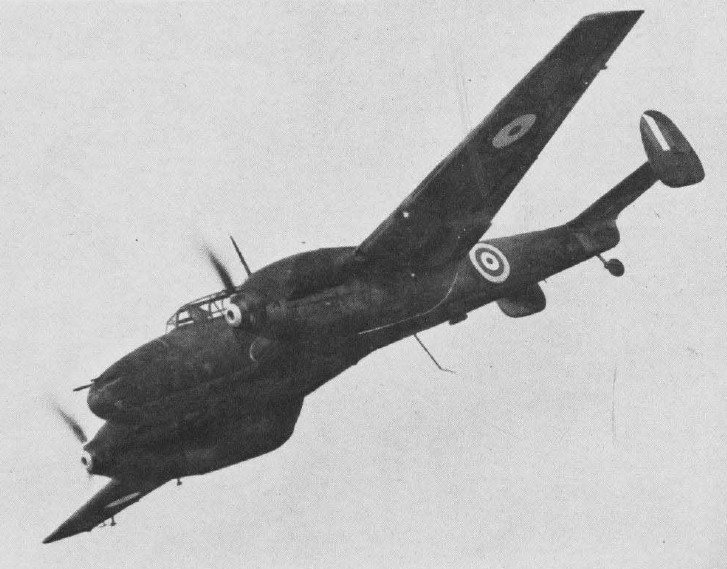
Messerschmitt Bf 110
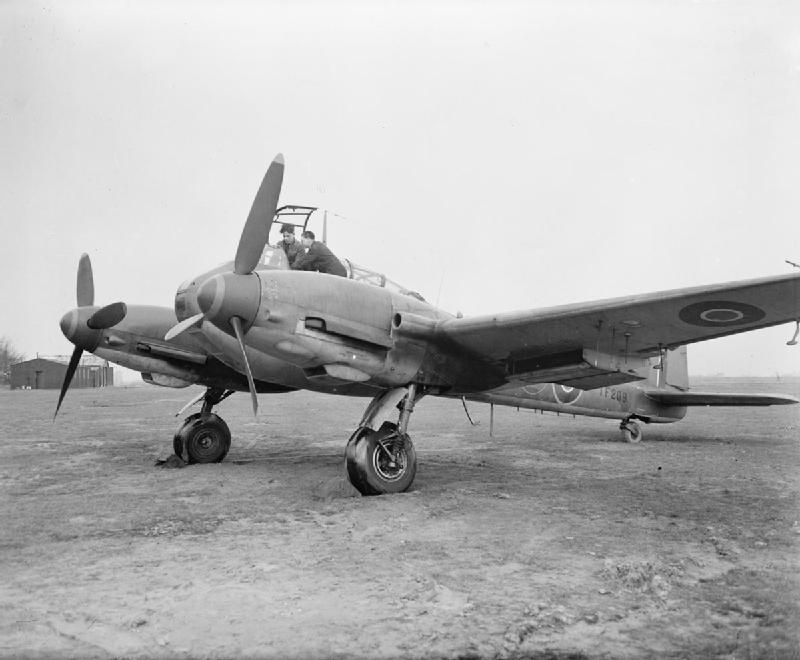
Messerschmitt Me 410